# Villaperuccio
Villaperuccio (en sard, Sa Baronia) és un municipi italià, dins de la província de Sardenya del Sud. L'any 2007 tenia 1.117 habitants. Es troba a la regió de Sulcis-Iglesiente. Limita amb els municipis de Narcao, Nuxis, Perdaxius, Piscinas, Santadi i Tratalias. Comprèn les fraccions d'Is Grazias, Is Pireddas, Terrazzu, Is Faddas i Is Cotzas.

## Administració
| Període | Identitat        | Partit        |
| ------- | ---------------- | ------------- |
| 2005-   | Antonello Pirosu | Llista Cívica |